# Svidník (distrito)
O Distrito de Svidník (eslovaco: Okres Svidník) é uma unidade administrativa da Eslováquia, situado na Prešov (região), com 33.506 habitantes (em 2001) e uma superfície de 550 km². Sua capital é a cidade de Svidník.

## Demografia
| Ano:        | 1994   | 2004   | 2014   | 2024   |
| ----------- | ------ | ------ | ------ | ------ |
| Broj ljudi: | 32 982 | 33 399 | 32 997 | 31 041 |
| Razlika:    |        | +1,26% | -1,20% | -5,92% |

| Ano:               | 2023   | 2024   |
| ------------------ | ------ | ------ |
| Número de pessoas: | 31 183 | 31 041 |
| Diferença:         |        | -0,45% |

## Cidades
- Giraltovce
- Svidník (capital)

## Municípios
- Belejovce
- Beňadikovce
- Bodružal
- Cernina
- Cigla
- Dlhoňa
- Dobroslava
- Dubová
- Dukovce
- Fijaš
- Havranec
- Hrabovčík
- Hunkovce
- Jurkova Voľa
- Kalnište
- Kapišová
- Kečkovce
- Kobylnice
- Korejovce
- Kračúnovce
- Krajná Bystrá
- Krajná Poľana
- Krajná Porúbka
- Krajné Čierno
- Kružlová
- Kuková
- Kurimka
- Ladomirová
- Lúčka
- Lužany pri Topli
- Matovce
- Medvedie
- Mestisko
- Mičakovce
- Miroľa
- Mlynárovce
- Nižná Jedľová
- Nižná Pisaná
- Nižný Komárnik
- Nižný Mirošov
- Nižný Orlík
- Nová Polianka
- Okrúhle
- Príkra
- Pstriná
- Radoma
- Rakovčík
- Rovné
- Roztoky
- Soboš
- Stročín
- Svidnička
- Šarbov
- Šarišský Štiavnik
- Šemetkovce
- Štefurov
- Vagrinec
- Valkovce
- Vápeník
- Vyšná Jedľová
- Vyšná Pisaná
- Vyšný Komárnik
- Vyšný Mirošov
- Vyšný Orlík
- Železník
- Želmanovce